# Chromadorita hyalocephala
Chromadorita hyalocephala är en rundmaskart. Chromadorita hyalocephala ingår i släktet Chromadorita, och familjen Chromadoridae. Arten är reproducerande i Sverige.